# Asmara

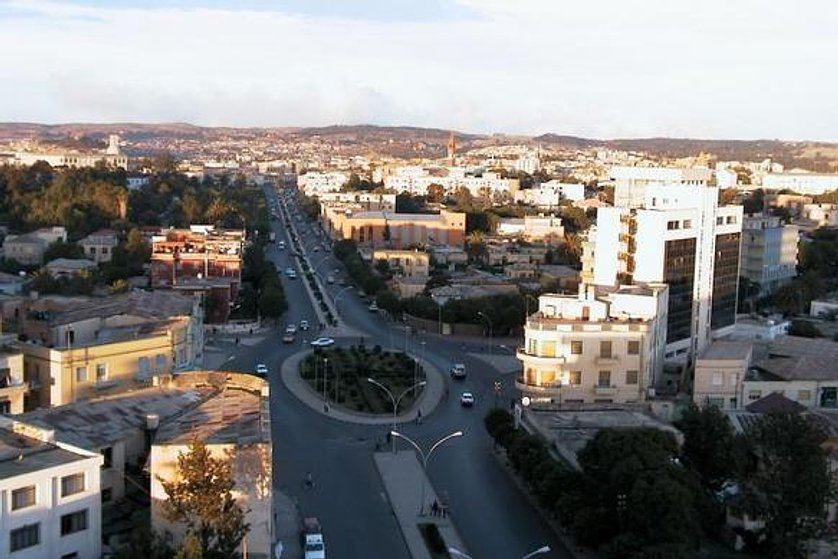
Asmara

Asmara, amb una població estimada de 563.948 habitants (2005), és la capital d'Eritrea. Els productes tèxtils, alimentaris (incloent-hi la producció de cervesa), el calçat i la ceràmica en són les indústries predominants.
Asmara era un poblet fins a la dècada del 1880, quan va esdevenir un centre administratiu regional d'Abissínia. Va passar a ser la capital de la colònia italiana d'Eritrea l'any 1900. Cap a la fi de la dècada del 1930 els italians van canviar la fesomia de la ciutat i la van dotar d'una nova estructura i de nous edificis; Asmara fou anomenada "Piccola Roma" (la Petita Roma). Avui dia la major part dels edificis són d'origen italià, i les botigues encara conserven els noms italians (Bar Vittoria, Pasticceria Moderna, Casa del Formaggio, Ferramenta, etc.).
Durant la guerra d'Eritrea per aconseguir independitzar-se d'Etiòpia, l'aeroport d'Asmara va ser clau en el conflicte i fou usat pels eritreus per obtenir armes i subministraments dels estrangers que els donaven suport. La ciutat fou alliberada pel Front d'Alliberament del Poble Eritreu (FAPE) el 24 de maig de 1991, i va esdevenir part d'Eritrea quan el país va assolir la independència (1993).
El juliol de 2017, fou reconeguda com a Patrimoni de la Humanitat per la UNESCO.